# 넥서스 2
넥서스 2(Nexus 2)는 캐나다의 Refx사에서 만든 가상악기(VST)이다. 주로 댄스나 트랜스에 맞는 악기로 이루어져 있는 통합형 가상악기(Virtual Music Workstation) 및 신디사이저(Synthesizer)이다.

## 특징
- 6GB 용량의 1000개 이상의 뛰어난 엔진을 가진 악기들
- 수많은 미디 이펙터(Delay Effecter, Reverb Effecter, Panning/Attack Effecter)
- Arpeggitor, Trance Gate, Frequency Analyzer, Live System 등 다양한 시스템 채용
- 다양한 스킨, 확장팩(Expensions)